# Дикань Іван Панасович
Іван Панасович Дикань (7 січня 1904, місто Харків — ?) — радянський партійний діяч, заступник секретаря Чернівецького обласного комітету КП(б)У, начальник Чернівецького обласного управління місцевої промисловості, депутат Чернівецької обласної ради депутатів трудящих.

## Біографія
Член ВКП(б) з 1930 року.
У 1938 — липні 1939 року — інструктор організаційного відділу ЦК КП(б)У в Києві. З липня по грудень 1939 року — завідувач сектору кадрів промисловості будматеріалів відділу кадрів ЦК КП(б)У.
У грудні 1939—1942 роках — заступник завідувача відділу електростанцій і електропромисловості ЦК КП(б)У.
У 1942—1943 роках — інструктор Управління кадрів ЦК ВКП(б) у Москві.
У 1943 — травні 1944 року — заступник завідувача промислового відділу ЦК КП(б)У.
На травень 1944—1945 роки — заступник секретаря Чернівецького обласного комітету КП(б)У із промисловості та завідувач промислового відділу Чернівецького обласного комітету КП(б)У.
На 1947—1951 роки — начальник Чернівецького обласного управління місцевої промисловості.
Потім — на пенсії.

## Звання
- капітан інтендантської служби

## Нагороди
- ордени
- медаль «За перемогу над Німеччиною у Великій Вітчизняній війні 1941—1945 рр.» (1945)
- медалі